# Опицин де Канистрис
Опицин де Канистрис (также Опицинус или Опичино; лат. Opicinus de Canistris; род. 24 декабря 1296 года в Ломелло близ Павии; ум. ок. 1353 года в Авиньоне) — итальянский священник (с 1320 года), автор религиозных трактатов на латыни (с 1319), затем писец и художник-иллюминатор при папском дворе в Авиньоне (с 1330), мистик и картограф; автор двух иллюстрированных рукописей, хранящихся в Апостольской библиотеке Ватикана: «Palatinus latinus 1993» (1335—1336 и 1350 годы) и «Vaticanus latinus 6435» (1337 год).
Необычные манускрипты были обнаружены лишь в XX веке и исследуются не только медиевистами, но и психиатрами, например, Юнгом в 1943 году. В автобиографическом тексте Опицин сообщает, что в 40-летнем возрасте тяжело болел, после чего необыкновенным образом переродился, обретя провидческий дар и видение своей жизни в виде изображаемых им концентрических колец: по кольцу на каждый год жизни, с символическими надписями и соотношением происходящего в его жизни — включая болезни — с европейскими историческими событиями. Его макрокосмические изображения напоминают зарисованные видения Хильдегарды Бингенской (XII век). Его карта Средиземноморья — антропоморфна.
Копия его сочинения «Похвала Павии» (1330) — представившего этот город авиньонскому папе с лучшей стороны — сохранилась с подписью «Anonimous Ticinensis» («Неизвестный тицинец»), по античному названию города Павии (Тицинум). Планы города Павии, созданные Опицином, являются самыми старыми из известных исследователям.

## Биография
В своих рукописях Опицин в числе родственников называет нотариусов и священников, что позволяет А. Я. Гуревичу отнести Опицина к средней или мелкой аристократии или буржуазии. Детство проходит на фоне социально-политических конфликтов (между гвельфами и гибеллинами, между империей и папством) и, по политическим мотивам, его семью ссылают на три года в Геную (1316—1318). С раннего детства — как не первого сына, а значит не наследника, — его готовили к церковной карьере. В свои 16-17 лет Опицин на военной службе у гвельфов. Из-за смерти отца и старшего брата в борьбе с гибеллинами (по выводам Гуревича около 1317 года), на него ложится обязанность заботиться о пропитании семьи: как образованный человек, Опицин служит учителем и переписчиком книг. С 1323 года — в должности кюре в Павии, но совершает какой-то проступок («акт симонии», как записано в папских документах), за что в 1328 году подвергается папскому отлучению (в действительности не исполненному). Опицин уходит странником в Северную Италию и долину Роны и в 1329 году доходит до Авиньона, где в 1330 году, при поддержке доктора права Жана Кабассоля (Jean Cabassol), получает должность писца при папской курии и благосклонное отношение папы Иоанна XXII за трактат во славу церкви.
Страдая неврозом и общим истощением, Опицин весной 1334 года впадает в прострацию, сопровождающуюся видениями. При новом папе, Бенедикте XII, у него развивается мания преследования. Однажды в 1335 году, в десятидневном забытьи, ему привиделась Дева Мария с младенцем на руках, которая его мёртвое книжное знание заменила на духовное, после чего Опицин переродился: он «всё забыл и не мог представить себе, как выглядит внешний мир». В лихорадочном состоянии он бросается писать и рисовать.
В 1336 году он создаёт множество таблиц на пергаменте — будущий кодекс «Palatinus latinus 1993». В 1337 году заполняет рисунками и подписями целую тетрадь на 200 листов — будущий кодекс «Vaticanus latinus 6435». 24 января 1337 года с Опицина сняли отлучение, и в 1348 году он входит в близкое окружение папы Климента VI. В год Чёрной Смерти (1349) Опицин теряет многих близких. Сам Опицин умер в 1351 году, в возрасте около 55 лет.

## Творчество
От первых, написанных в Павии сочинений, сохранились лишь названия. Последующие трактаты по годам создания:
- 1329 год — трактат «О превосходстве власти духовной» («De preeminentia spiritualis imperii»), где представляется беглым священником, покинувшим Павию из-за преследований гибеллинов и оказавшимся в Авиньоне; прославляет папу как викария Христа, а его врагов унижает до роли слуг дьявола. Благодаря этому тексту клирик Опицин получил должность писца в Авиньоне.[7]
- 1330 год — «Похвала Павии» («De laudibus Paviae») написана в духе существовавшего в Италии жанра «laudatio urbis» (элегии) с представлением изумительно точной топографии города, с подробным рассказом об управлении и повседневной жизни, однако без упоминания о войне гвельфов и гибеллинов и о собственном папском отлучении[7].

### «Palatinus latinus 1993» (1335—1336 и 1350 годы)
Этот манускрипт, обнаруженный историком искусства Фрицем Закслем в 1913 году, изучался медиевистом Ричардом Г. Саломоном, который опубликовал своё исследование с частичным воспроизведением манускрипта в 1936 году. Оригинал состоит из 52 больших пергаментных листов с текстом и цветными рисунками, чаще всего с обеих сторон листов.

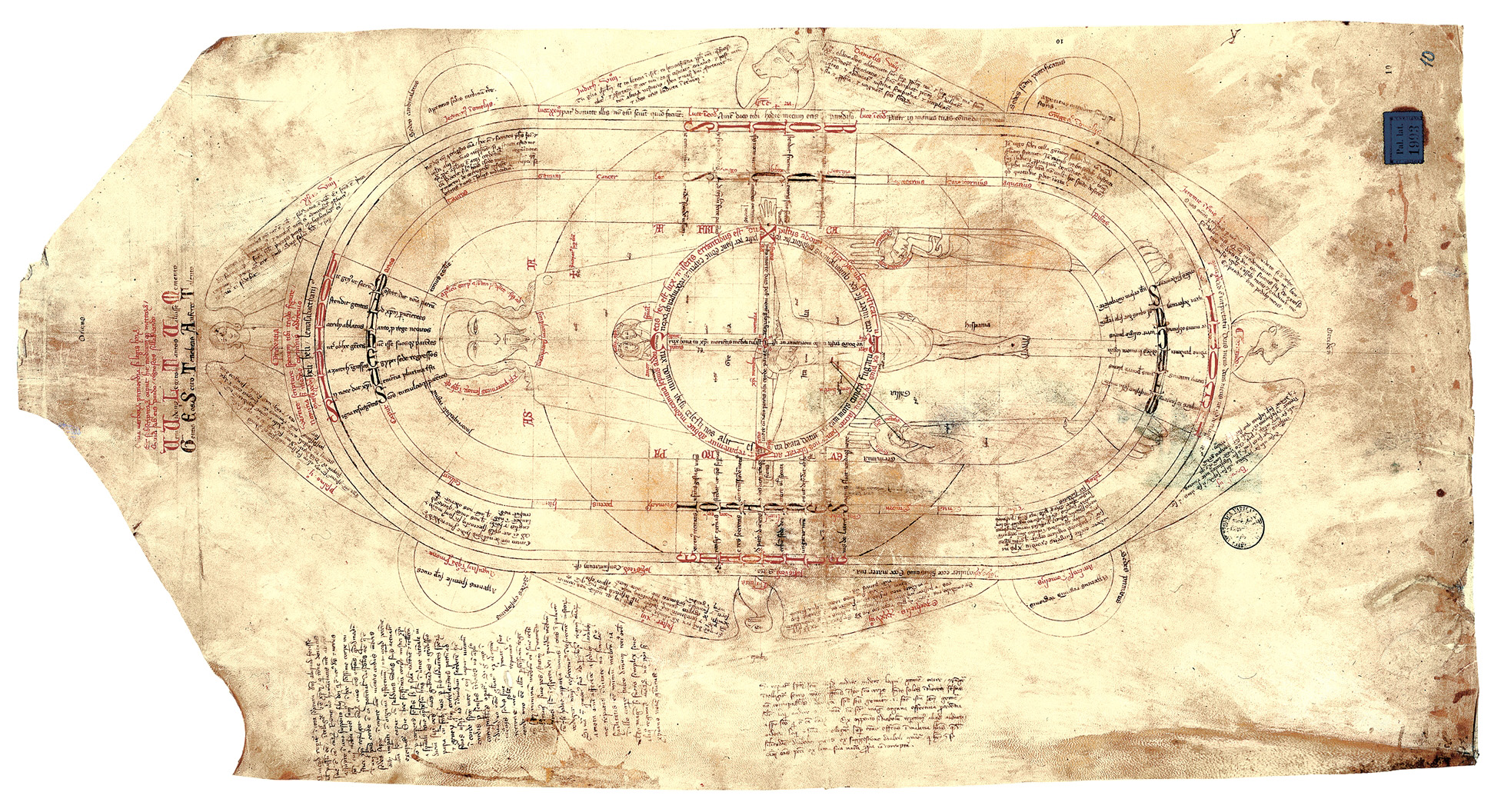
Адам Кадмон с тетраморфом и распятием Христа
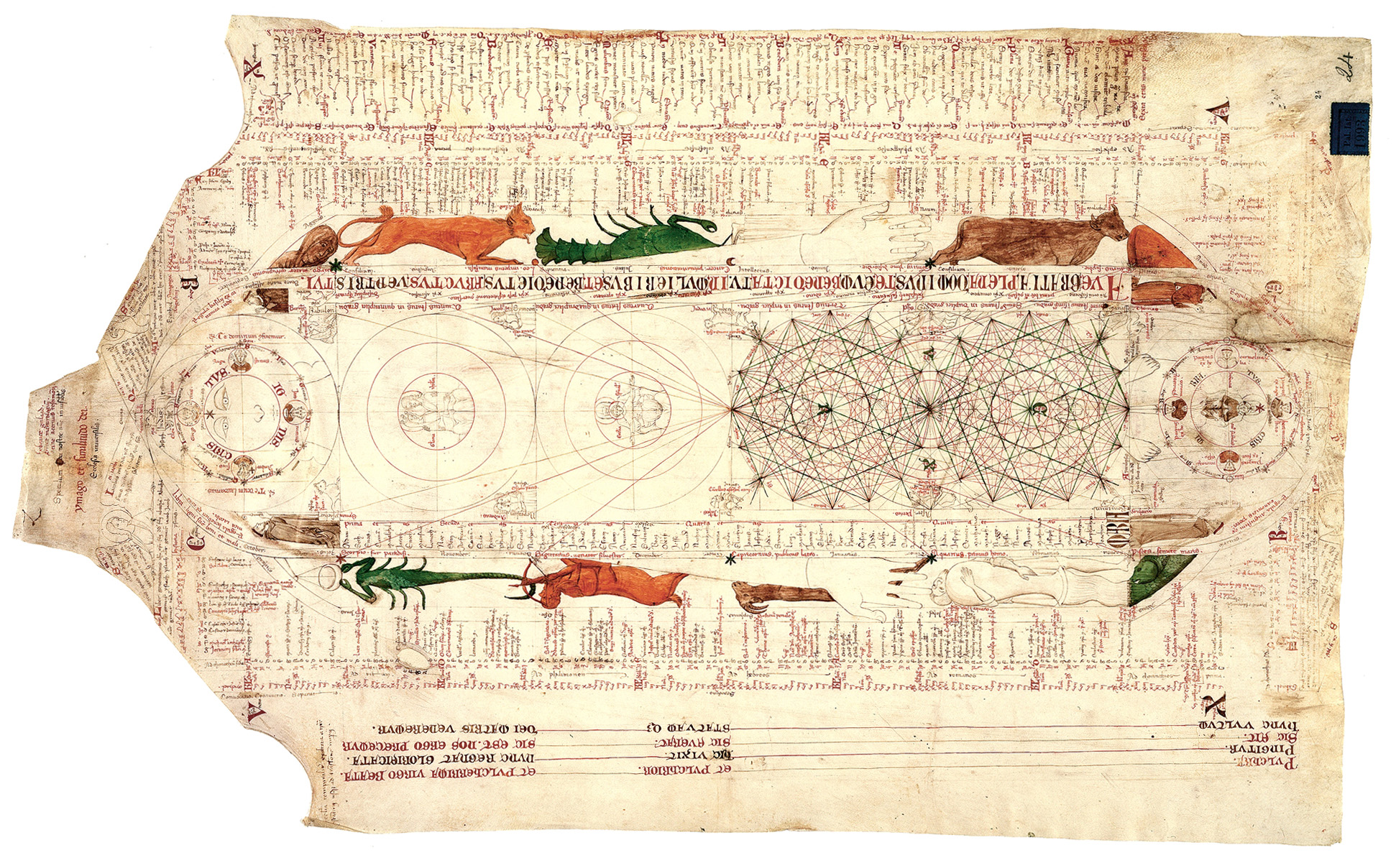
Адам Кадмон в окружении зодиакальных знаков
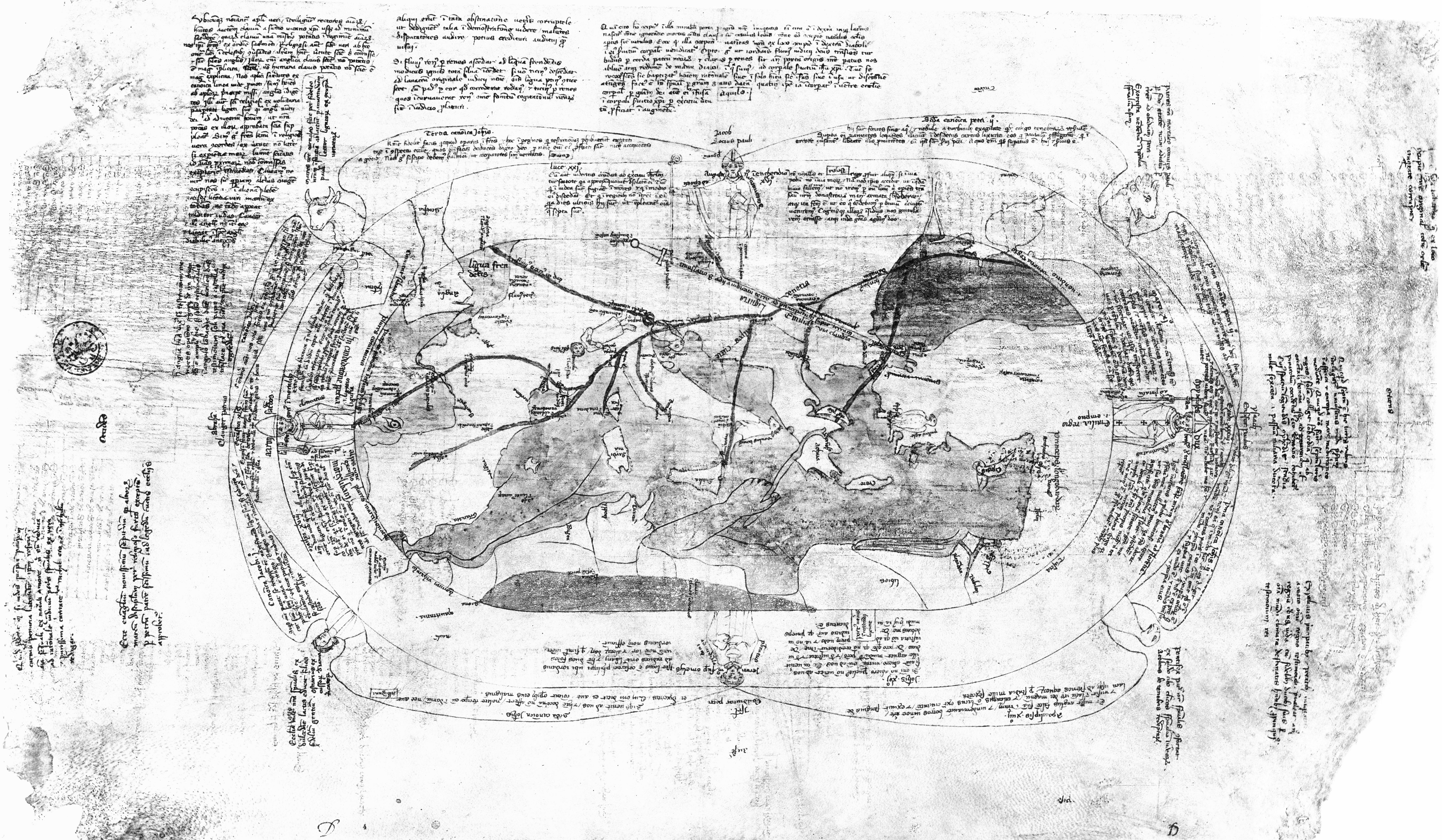
Карта в окружении тетраморфа

### «Vaticanus latinus 6435» (1337 год)
Манускрипт создавался в период с июня по ноябрь 1337 года, а затем дополнялся, последний лист добавлен в декабре 1352 года. Рукопись обнаружена итальянским географом Роберто Алмаджиа во время Второй мировой войны. Представляет собой бумажный сборник из 87 листов, вторая половина которого украшена цветными антропоморфными картами Средиземноморья.

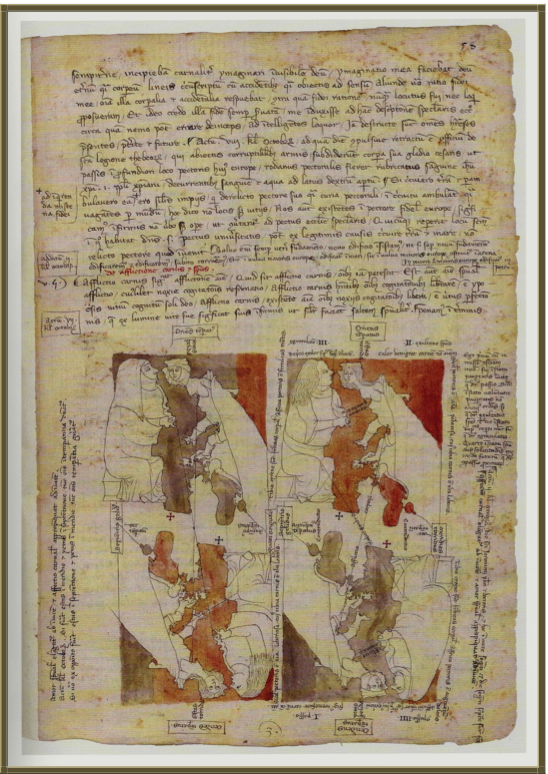
Рисунки, похожие на игральные карты
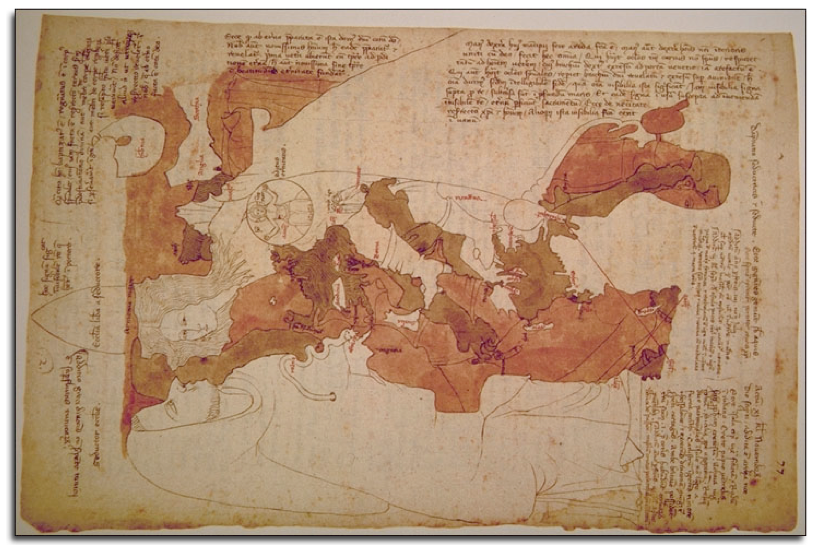
Северная Африка в виде мужчины и Европа как женщина в сапогах
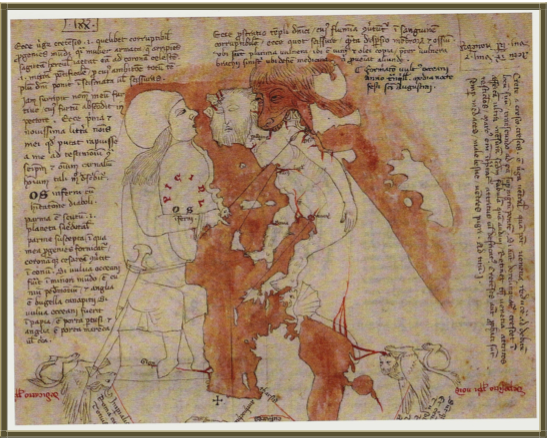
Европу-мужчину кусает чудовище
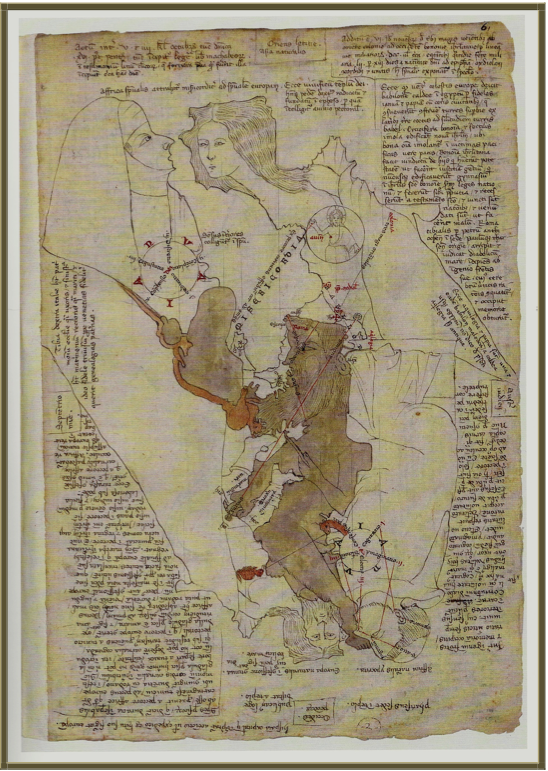
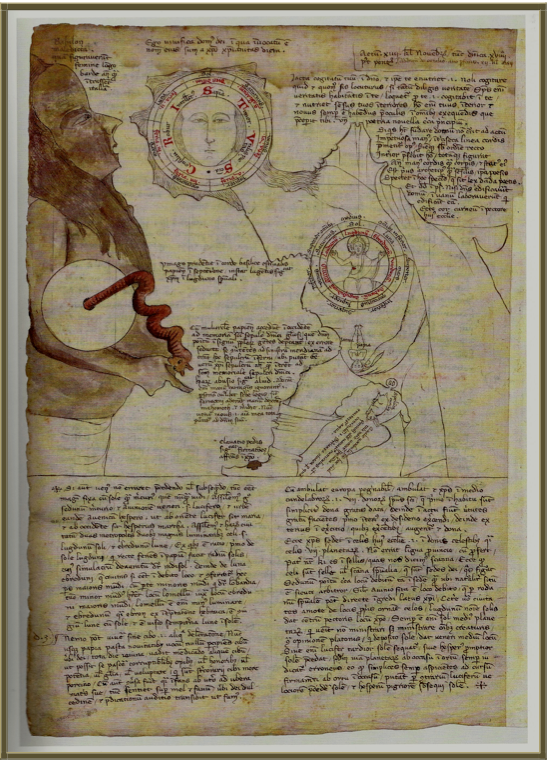